# Sara Roy i López
Sara Roy i López   (Manresa, 5 de maig de 1997) és una cantant catalana. Durant la seva adolescència va formar part de la tercera generació del grup de música infantil Macedònia (2012-2017) i més endavant va participar en la versió espanyola del concurs Factor X amb el grup Noah. El 2022 va presentar el programa Històries gegants al canal 33 sobre les històries humanes que giren al voltant del món de la imatgeria festiva de la cultura popular catalana.

## Discografia

### En solitari
- (A)mar (Halley Records, 2021)[6]
- Alter ego (Halley Records, 2024)[7]